# Копонии
Копониите (gens Coponia) са фамилия от Древен Рим. Те са от съсловието на конниците в Рим.
Известни от фамилията:
- Копоний, римски префект на римска Юдея от 6 до 8 г.[2]